# Марко Ферранте
Ма́рко Ферра́нте (італ. Marco Ferrante, нар. 4 лютого 1971, Веллетрі) — італійський футболіст, що грав на позиції нападника.

## Клубна кар'єра
Народився 4 лютого 1971 року в місті Веллетрі. Вихованець футбольної школи клубу «Наполі». Дорослу футбольну кар'єру розпочав 1988 року в основній команді того ж клубу, в якій провів два сезони, взявши участь лише в одному матчі чемпіонату.
Згодом з 1990 по 1996 рік грав у складі команд клубів «Реджяна», «Піза», «Наполі», «Парма», «П'яченца», «Перуджа» та «Салернітана».
Своєю грою за останню команду привернув увагу представників тренерського штабу клубу «Торіно», до складу якого приєднався 1996 року. Відіграв за туринську команду наступні п'ять сезонів своєї ігрової кар'єри. Більшість часу, проведеного у складі «Торіно», був основним гравцем атакувальної ланки команди. У складі «Торіно» був одним з головних бомбардирів команди, маючи середню результативність на рівні 0,57 голу за гру першості.
2001 року захищав на умовах оренди кольори команди клубу «Інтернаціонале».
Того ж року повернувся до «Торіно». Відтоді провів у складі цієї команди три сезони. Граючи у складі «Торіно» також здебільшого виходив на поле в основному складі команди. Знову був серед найкращих голеодорів клубу, відзначаючись забитим голом в середньому щонайменше у кожній третій грі чемпіонату.
Протягом 2004–2007 років захищав кольори клубів «Катанія», «Болонья», «Асколі» та «Пескара».
Завершив професійну ігрову кар'єру у клубі «Верона», за команду якого виступав протягом 2007 року.

## Виступи за збірну
1992 року залучався до складу молодіжної збірної Італії. На молодіжному рівні зіграв в одному офіційному матчі.
Того ж року захищав кольори олімпійської збірної Італії. У складі цієї збірної — учасник футбольного турніру на Олімпійських іграх 1992 року у Барселоні.